# شماره ۱۳
شماره ۱۳ (انگلیسی: Number 13) یا خانم پی‌بادی (به انگلیسی: Mrs. Peabody) فیلمی ناتمام در ژانر کمدی و جنایی به کارگردانی آلفرد هیچکاک است. از بازیگران آن می‌توان به کلر گریت و ارنست تسیجر اشاره کرد.
شماره ۱۳ قرار بود اولین فیلم بلند آلفرد هیچکاک باشد اما ساخت آن ناتمام ماند و از قسمت‌های ساخته‌شده هم هیچ نسخه‌ای در دست نیست و این فیلم یک فیلم گمشده محسوب می‌شود. هیچکاک این فیلم را برای کمپانی گینزبورو پیکچرز می‌ساخت.